# Vicentino Prestes de Almeida
Vicentino Prestes de Almeida (São Pedro do Sul, 1900 - São Pedro do Sul, 28 de outubro de 1954), foi um paleontólogo autodidata brasileiro, responsável por coletar diversos fósseis.

## Biografia
Prestes era um paleontólogo autodidata. A partir de 1925, ele trabalhou com muitos paleontólogos visitantes nas cidades de Santa Maria e São Pedro do Sul, no estado do Rio Grande do Sul.[carece de fontes?]
Muitos dos fósseis coletados por Prestes estão em museus de Porto Alegre, como os museus Júlio de Castilhos, Ciências Naturais da Fundação Zoobotânica do Rio Grande do Sul, Ciências e Tecnologia da PUCRS e Paleontologia Irajá Damiani Pinto. Friedrich von Huene nomeou o réptil carnívoro do Triássico Prestosuchus chiniquensis em uma homenagem a Prestes.
Prestes organizou os fósseis para o Instituto de Educação Geral Flores da Cunha.

## Leituras posteriores
- Isaia, Antônio. Os Fascinantes Caminhos da Paleontologia. Porto Alegre: Pallotti. 60 páginas
- Beltrão, Romeu (1979). Cronologia Histórica de Santa Maria e do extinto município de São Martinho: 1787-1930 2 ed. [S.l.]: Pallotti. 582 páginas. OCLC 10022858